# 西都市立西都中学校
西都市立西都中学校（さいとしりつ さいとちゅうがっこう）は、2026年（令和8年）4月1日に宮崎県西都市大字右松（西都市立妻中学校）に開校予定の公立中学校。

## 概要
歴史
西都市の中学校規模適正化により、下記の西都市内中学校5校が統合の上、2026年（令和8年）4月に開校予定。
- 西都市立妻中学校
- 西都市立穂北中学校
- 西都市立都於郡中学校
- 西都市立三納中学校
- 西都市立三財中学校

校訓（スクールコンパス）
「自立・共創・挑戦」
校章
小野寺満による図案。西都中学校のイニシャルである「Ｓ」の文字で一ツ瀬川の流れを表し、ヤマモモの実と葉5つで、旧5校の統合と団結を表している。Sの文字とヤマモモの実と葉5つを組み合わせたものを背景にして、中央に「中」の文字を配している。
校歌
作詞はJILLE、作曲は八谷晃生による。歌詞は4番まであり、4番の歌詞中に校名の「西都中学」が登場する。
通学区域
- 西都市立妻北小学校区
- 西都市立妻南小学校区
- 西都市立穂北小学校区
- 西都市立茶臼原小学校区
- 西都市立都於郡小学校区
- 西都市立三納小学校区
- 西都市立三財小学校区

## 沿革
- 2026年（令和8年）4月1日 - 西都市内中学校5校の統合により、「西都市立西都中学校」（現校名）が開校（予定）。

## 交通
最寄りのバス停留所
- 宮崎交通バス 「御舟通り」・「市民体育館前」・「図書館前」停留所

最寄りの幹線道路
- 宮崎県道24号高鍋高岡線

## 周辺
西都市の中心部に位置しており、周辺には公共施設が集中している。
- 西都市役所
- 西都市民体育館（中学校の体育館とは別である）
- 西都市民武道館
- 西都市立図書館
- 西都市歴史民俗資料館
- 勤労青少年ホーム
- 西都児湯医療センター

## 参考資料
- 「中学校再編　－抜群に魅力ある中学校を目指して－」 - 西都市ウェブサイト